# Station Komprachcice
Station Komprachcice is een spoorwegstation in de Poolse plaats Komprachcice.